# ويلي ريشكه
ويلي ريشكه (بالألمانية: Willi Reschke) (و. 1922 – 2017 م) هو كاتب ألماني، توفي في تورينغن، عن عمر يناهز 95 عاماً.

## جوائز
حصل على جوائز منها:
- وسام الاستحقاق البافاري
- وسام الفارس الصليبي الحديدي.